# Couvent des Oiseaux, Paris
Couvent des Oiseaux (dịch nghĩa: Tu viện nữ Chim sẻ) nằm tại số 84 đường rue de Sèvres, Paris. Thời Cách mạng Pháp nơi đây là một dinh thự bề thế được dùng làm nhà tù cho giới quý tộc ẩn náu trong triều đại Khủng bố. Sau đó được dòng tu Đức mẹ thuê làm tu viện cho nữ sinh nội trú từ năm 1818 đến năm 1904.

## Lịch sử
Ban đầu, công trình này là một dinh thự rộng lớn được xây dựng vào năm 1775.

## Trường nữ sinh nội trú
Mẹ Marie-Thérèse-Félicité Binart (Đức Mẹ Marie-Euphrasie) thuộc Dòng Các Nữ Tu Đức Bà đã thành lập một trường nội trú ở ngoại ô Saint-Jacques, Paris năm 1807. Sau đó chuyển đến đường rue des Bernardins vào năm 1812.
Năm 1818, Mẹ Marie-Euphrasie đã thuê dinh thự "Hôtel des Oiseaux" trên đường rue de Sèvres làm ký túc xá. Nhân dịp này, Mẹ Marie nối lại hoạt động của trường bằng cách điều chỉnh các quy tắc của các nữ tu dòng Thánh Tâm đã sử dụng trong trường nội trú ở Amiens.
Khu đất này đã được Sở đất quốc gia Paris (Domaine national de Paris) rao bán và được giáo đoàn Congrégation de Notre-Dame mua lại vào ngày 14 tháng 04 năm 1824.
Kiến trúc sư Jean-Baptiste-Antoine Lassus đã nhận thấy một căn phòng dưới hình thức phòng trưng bày của tu viện theo phong cách Kiến trúc Phục hưng Gothic.
Trước thềm cuộc cách mạng năm 1848, cơ sở có 240 học sinh được giám sát bởi 118 nữ tu và mười sáu giáo viên ngoại quốc. Học phí của trường nội trú lúc đó là 1.800 đồng Franc Pháp mỗi năm, nhưng các nữ tu cũng đã dạy học miễn phí cho trẻ em nghèo trong một tòa nhà riêng biệt. Các học sinh nội trú được sử dụng gần trăm cây đàn piano.
Năm 1854, để đáp ứng được cơ sở vật chất do gia tăng tuyển sinh, hai lớp học bao gồm những em nhỏ nhất đã được chuyển đến Issy, trong một cơ sở sau đó được đặt tên Les Oiseaux d'Isy.
Vở nhạc kịch Mam'zelle Nitouche, được ra đời vào năm 1883, tạo ra một tu viện couvent des Hirondelles, được lấy cảm hứng từ tu viện couvent des Oiseaux.
Trường nội trú trên đường rue de Sèvres đã đóng cửa theo luật ngày tháng 7 năm 1904 liên quan đến việc bãi bỏ việc dạy học tại các giáo đoàn tự trị. Bậc bề trên trên cuối cùng, Mẹ Coeur-de-Jésus (Henriette Bourbon), đã phải sống lưu vong ở Kent, nước Anh. Cuối cùng, bà chấp nhận thế tục hóa và tiếp tục hoạt động giáo dục của mình tại xã Orbec, tỉnh Calvados. Bà mất tại đây vào tháng 2 năm 1917.

## Địa điểm khác

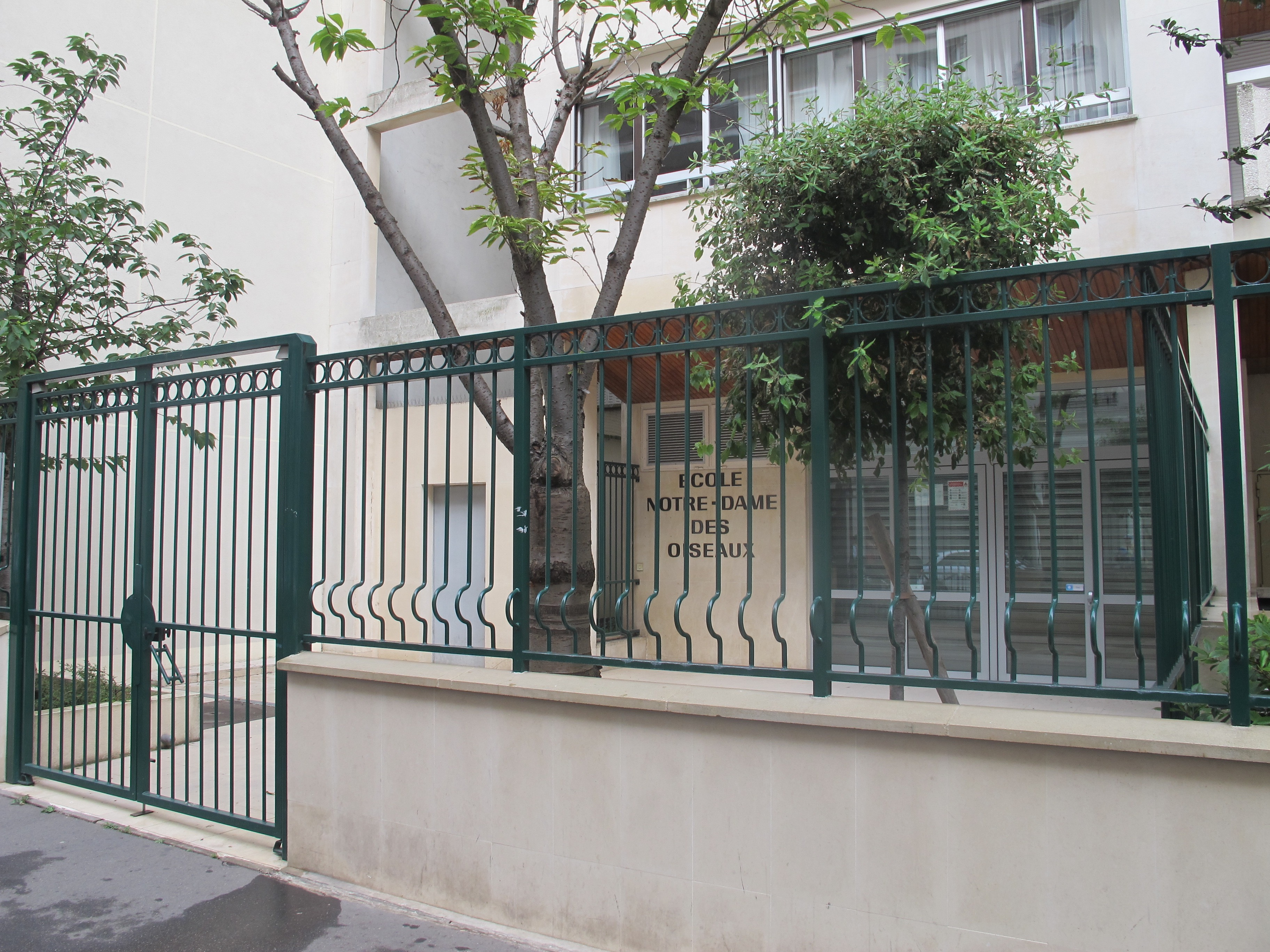
Trường École Notre-Dame des Oiseaux, 21 rue Erlanger, Paris

Trường học trung học được mở lại sau đó tại đường rue de Ponthieu, thủ đô Paris. Nữ nhà văn Pháp Françoise Sagan từng học một thời gian ngắn ở đây. Cơ sở được chuyển đến đường rue Michel-Ange vào năm 1960. Ngày nay trở thành là trường trung học tư thục (collège privé Notre-Dame-des-Oiseaux) tại số 12 Rue Michel Ange, 75016 Paris, Pháp.
Một nữ sinh nội trú khác được lập ra vào năm 1929 trên một khu đất rộng lớn tại Verneuil-sur-Seine, tỉnh Yvelines, Pháp. Câu chuyện về trường nữ sinh Couvent des Oiseaux tại Verneuil-sur-Seine bắt đầu vào ngày 13 tháng 9 năm 1929, khi lâu đài Verneuil được dòng thánh Augustin mua lại với số tiền 3.050.000 đồng franc. Toà lâu đài Château de Verneuil có từ thế kỷ 16. Đây là nơi sinh sống của các lãnh chúa Verneuil, nhưng phần lớn đã bị thay đổi qua nhiều thế kỷ. Vào tháng 7 năm 1940, phát xít Đức đã chiếm giữ lâu đài. Các nữ tu và các học sinh đã chính thức bị cấm đặt chân vào. Trong chiến tranh, cuộc sống của những học sinh nội trú rất khó khăn: từ đầu năm học, học sinh nội trú phải chuyển vào phòng của nữ tu. Điều kiện sinh hoạt thiếu thốn nước, lò sưởi và thức ăn. Các nữ tu thậm chí còn chia sẻ vé ăn, để có vật dụng sưởi ấm trong trường nội trú và lâu đài, hai nữ tu phải gom cành cây khô trong công viên. Verneuil được quân đội đồng minh của Mỹ được giải phóng vào tháng 8 năm 1944 và các lớp học được nối lại bình thường vào năm học sau.
Ngày nay, công trình trở thành trường trung học quốc tế Notre-Dame (Ensemble scolaire Notre-Dame « Les Oiseaux »).